# Macropygia amboinensis
La tórtola cuco pechirrosa o tórtola cuco rosada (Macropygia amboinensis) es una especie de ave columbiforme de la familia Columbidae propia de Australasia. La taxonomía de la especie es discutida, y algunas autoridades la subdividieron en dos especies: M. amboinensis de Papúa Nueva Guinea e Indonesia orientales, y M. phasianella de Australia oriental desde Weipa y Aurukun en el del norte hasta Bega en el del sur, y en el interior hasta Atherton y Toowoomba.

## Descripción
La subespecie australiana mide entre 40 y 43 centímetros de longitud, y la subespecie de Indonesia y Papúa Nueva Guinea mide normalmente entre 25 y 27 centímetros. En Australia, las plumas son de un vivo marrón óxido, y las cortas alas, larga cola y espalda son más oscuras. Los machos tienden a tener una leve coloración rosa o verde en su nuca y cuello. En Indonesia y Papúa Nueva Guinea, muchas subespecies tienen blanquecina la parte inferior, siendo oscuras excepto abajo y/o en la cabeza.

## Distribución y hábitat
Este ave habita en la selva tropical, el bosque, el matorral y las zonas de reforestación. La tórtola cuco pechirrosa habita en el sector oriental de Papúa Nueva Guinea y Australia oriental desde Weipa y Aurukun en el del norte hasta Bega en el del sur, y en el interior hasta Atherton y Toowoomba.

## Comportamiento
Las tórtolas cuco pechirrosas a menudo pueden ser vistas en pares o grupos. Su dieta consta de bayas de plantas nativas e introducidas por los humanos. Pueden ser nómadas, dependiendo de la cantidad de alimento disponible. Tienden a volar por distancias cortas y cerca del suelo con una gran fuerza. La llamada de esta paloma es un fuerte "whoop-a whoop"  con algunas diferencias sutiles dependiendo de la subespecie en cuestión.
La cría se realiza en primavera y verano. El nido es una plataforma plana de palos y parras, generalmente en árboles de poca altura. Sólo ponen un único huevo en todo el periodo, de color blanco crema.